# Cervera de los Montes
Cervera de los Montes è un comune spagnolo di 521 abitanti situato nella comunità autonoma di Castiglia-La Mancia.